# Rani Kapoor
Rani Kapoor, es un personaje ficticio de la serie de televisión australiana Neighbours, interpretada por la actriz Coco-Jacinta Cherian desde el 1 de febrero del 2012, hasta el 12 de julio del 2013. Coco regresó brevemente en octubre del mismo año y su última aparición fue el 2 de octubre del 2013.

## Biografía
Rani se hace amiga de Sophie Ramsay cuando ambas asisten a una esucela para niñas. Poco después Rani entra el Erinsborough High cuando su madre de convierte en la directora de la escuela, en su primer día de clase Callum Jones llama a Rani la mascota de la directora, sin embargo después de su primera clase Callum se disculpa con ella y le dice que es buena onda.
Cuando Callum le pregunta a Rani si ha visto a Sophie, quien se había escapado de su casa esta le dice que no había hablado con ella por varios días y que si supiera donde está Sophie se lo diría a sus padres, sin embargo Callum no le cree y más tarde cuando regresa a casa de Rani descubre a Sophie escondida abajo de su cama, Rani le dice que se puede quedar con ella el tiempo que quiera. Sin embargo antes de que Sophie se vaya de nuevo Callum le dice donde está a su tío Paul Robinson quien la lleva a su casa, al inicio Callum se culpa pero Rani trata de calmarlo diciéndole que hizo lo correcto.
Poco después de que Sophie destruyera los baños del Erinsborough High, Priya Kapoor la madre de Rani la expulsa, poco después cuando Rani ve que Sophie se está juntando con Claudia Howard en su primer día de clases en la escuela Eden Hills Grammar le aconseja que se aleje de ella porque es problemática. Después de que Rani y Callum formaron pareja en una tarea de fotografía se vuelven amigos.
Cuando Ajay Kapoor descubre a su hija Rani y a Sophie en una fiesta en la casa 32, el tío de Sophie le prohíbe acercarse de nuevo a Rani. Más tarde después de que Priya perdona a Sophie y le permite regresar a la escuela Sophie comienza a sentir celos cuando ve que Rani y Callum se han vuelto amigos y decide enfrentarlos, sin embargo Callum se da cuenta de su plan y le dice a Rani que tiene una idea, ambos deciden hacerle creer a Sophie que se gustan y decide dejarlos solos, sin embargo el plan de Callum y Rani no funciona como lo pensaron y Ajay los descubre y castiga a Rani por dos semanas.
Más tarde Rani comienza a salir con Harley Cannning, el primo de Kyle cuando este llega al vecindario pero cuando su madre Priya los descubre juntos le dice que se aleje de su hija. Más tarde Rani descubre a su mamá besando a Paul Robinson, Rani confronta a su madre quien le miente y le dice que solo estaba consolando a Paul por la epilepsia de su hijo Andrew. Sin embargo Rani no le cree y después de investigar un poco descubre que los aretes de su madre fueron encontrados en un cuarto de Lassiter's y luego encuentra mensajes de Paul para Priya hablando de las noches que pasaron juntos.
Rani decide irse con Harley a una fiesta a Frankston, sin embargo cuando su padre Ajay descubre sus planes va a buscarla a la parada del autobús y la lleva a casa, molesta Rani le revela a su padre que su mamá había estado teniendo una ventura con Paul, Ajay sorprendido y molesto decide confrontar a su esposa quien le dice que Rani está diciendo la verdad, lo cual deja a Ajay destrozado, más tarde Aja y Priya logran arreglar sus problemas y regresan pero Rani no perdona a su madre y comienza a causarle problemas, primero tanto en la escuela como en la casa.
Durante la recepción boda de Sonya y Toadie en marzo del 2013 Rani discute con su madre luego de que esta le comprar un vestido que no le había gustado y se va de la boda, minutos después ocurre una explosión y Priya queda atrapada bajo unos  escombros, inmediatamente es llevada al hospital donde la operan, cuando encuentran a Rani le dicen lo que había ocurrido y va rápidamente al hospital, ahí el doctor Karl Kennedy les dice que Priya sufría de hipoxia cerebral y que no volvería a despertar, por lo que Ajay toma la decisión de desconectar la máquina que la mantenía con vida, antes de que lo hicieran Rani le pide disculpas a su madre por como se había portado con ella los últimos meses, que la iba a extrañar y que la amaba, mientras que Ajay le pide disculpas por no haberla protegido, le dice que la amaba y le prometía cuidar de Rani, poco después los doctores desconectan a Priya y tanto Ajay como Rani quedan destrozados.
En julio del 2013 decide mudarse con su padre de Ramsay Street cuando este se entera de que un pariente tiene una enfermedad terminal, aunque al inicio Ajay quiere que Rani se quede bajo el cuidado de Karl y a Susan, Rani decide irse con su padre y se mudan a la India, antes de irse Rani se despide de su novio Bailey Turner.
Unos meses después Rani regresa a Erinsborough para llevarse algunas cosas que había dejado y para terminar algunos asuntos que había dejado atrás, cuando se encuentra con Bailey y le dice que ella y su padre decidieron mudarse a Londres y rompe con él, aunque Bailey intenta hacerla cambiar de parecer y le dice que tomará una beca para unirse en Londres, Rani le dice que no quería que él lo hiciera y que había conocido a alguien más mientras estaba en la India.